# Papilio demoleus

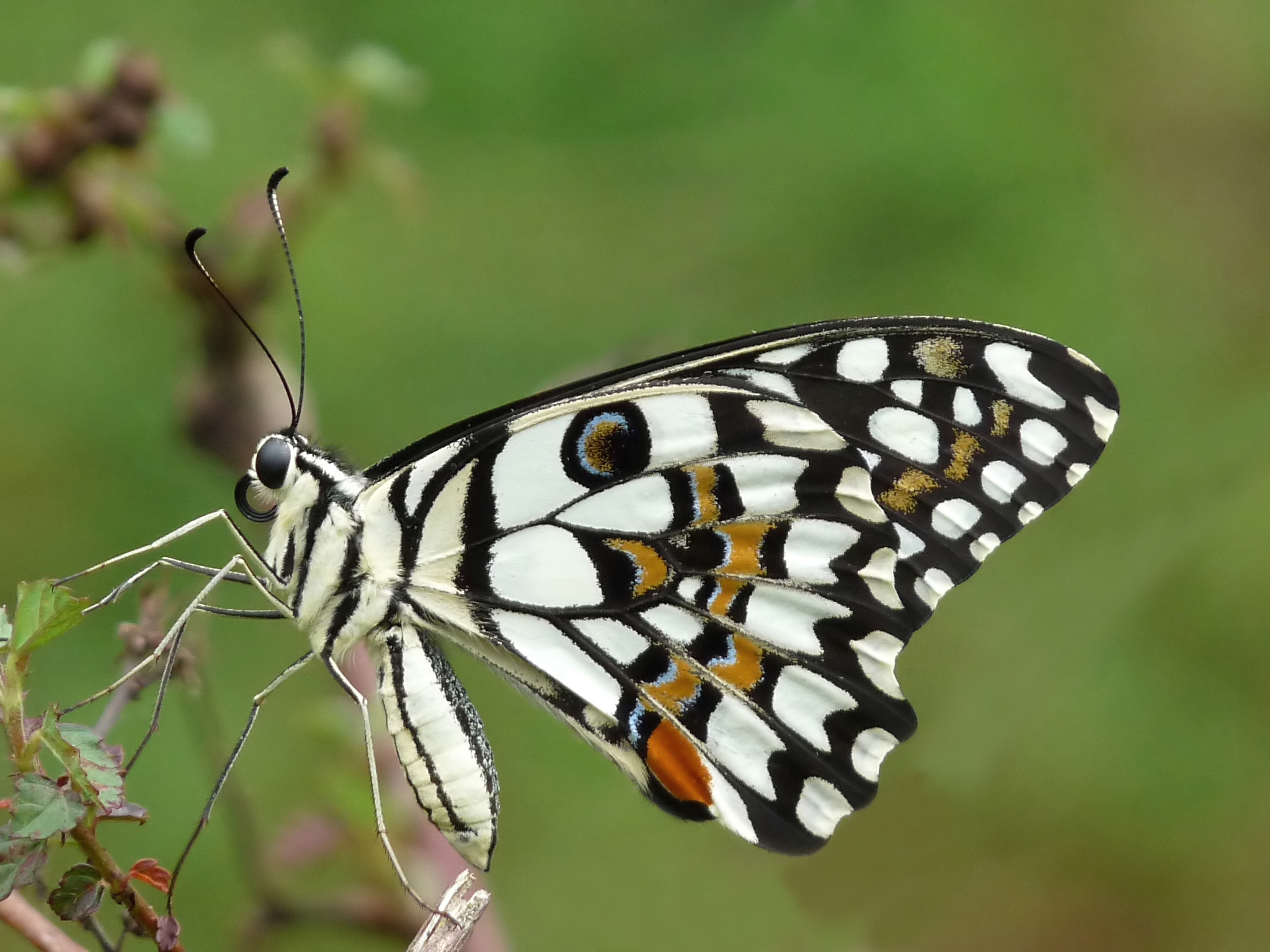
Unterseite der Flügel

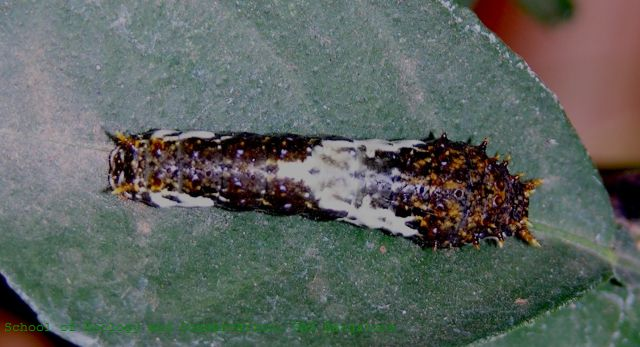
Larve von Papilio demoleus

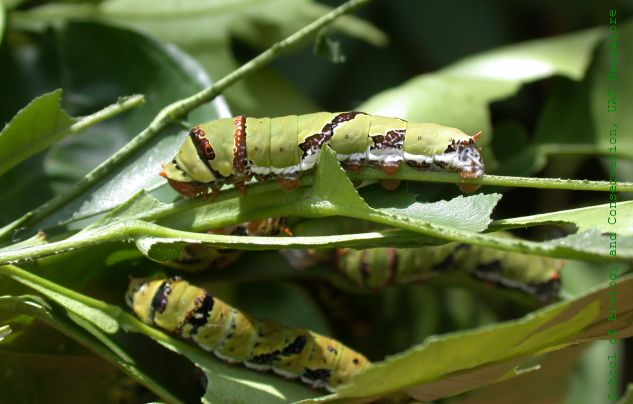
Raupe von Papilio demoleus

Papilio demoleus, auch bekannt unter der englischen Bezeichnung Chequered Swallowtail (karierter Schwalbenschwanz), ist ein Schmetterling aus der Familie der Ritterfalter (Papilionidae).

## Merkmale

### Falter
Die Falter erreichen eine Flügelspannweite von 80 bis 90 Millimetern. Die Art kommt mit gelben oder weißen Flecken vor; die Vorderflügel sind jedoch stets schwarz. In der Zelle befinden sich vier Reihen kleiner gelber bzw. weißer Punkte, die Richtung Körper zusammenschmelzen. In der Submarginalregion befindet sich vom Apex bis zum Innenrand eine Reihe gelber bzw. weißer Flecken. Auf dem Rest des Flügels verteilen sich mehrere gelbe bzw. weiße Flecken, die verschieden groß sind. Der Außenrand ist gelb bzw. weiß und schwarz gescheckt. Die Hinterflügel sind ebenfalls schwarz. Der gewellte Außenrand hat keinen Schwanzfortsatz. Zwischen Submarginal- und Postdiskalregion befinden sich sechs breite, gelbe bzw. weiße Mondflecken. Zwischen Basalregion und Diskalregion prägt eine breite, gelbe bzw. weiße Binde den Flügel, welche Richtung Innenrand stetig dünner wird. Diese Binde schließt am Vorderrand ein schwarzes Auge ein. Im Analwinkel befindet sich ein rotes Auge. Die Basalregion ist stark mit gelben bzw. weißen Schuppen bestäubt.
Die Unterseite der Vorderflügel ähnelt stark der Oberseite, allerdings sind alle Merkmale nun aber verstärkt anzutreffen. Einzige Ausnahme bildet die Zelle, welche nun von vier gelben bzw. weißen Streifen geprägt wird. Die Unterseite der Hinterflügel ähnelt stark der Oberseite, allerdings sind alle Merkmale nun auch verstärkt anzutreffen. In der Postdiskalregion befinden sich zusätzlich mehrere gelbe bzw. weiße Flecken, die eine blaue Färbung haben. In der Basalregion befindet sich ein gelber bzw. weißer Bereich mit schwarzen Linien.
Es gibt im Flügelmuster keine Geschlechtsunterschiede, beide haben die gleichen Flügelzeichnungen und denselben Körper, welcher auf der Oberseite schwarz und auf der Unterseite gelb bzw. weiß ist.

### Ähnliche Arten
- Papilio demodocus
- Papilio erithonioides
- Papilio grosesmithi

### Unterarten
Derzeit werden sechs Unterarten unterschieden (nach Zakharov et al., 2004):
- Papilio demoleus demoleus (Linné, 1758) (China, Südasien, Pakistan bis zur Arabischen Halbinsel)
- Papilio demoleus libanius (Fruhstorfer, 1908) (Philippinen, Talaud-Inseln, Sula-Inseln und Taiwan)
- Papilio demoleus malayanus (Wallace, 1865) (Malaiische Halbinsel und Sumatra)
- Papilio demoleus novoguineensis (Rothschild) (Papua-Neuguinea)
- Papilio demoleus sthenelinus (Rothschild) (Flores und Alor)
- Papilio demoleus sthenelus (Macleay, 1826) (Sumba und Australien)

## Verbreitung und Vorkommen
Sein Verbreitungsgebiet liegt in der indoaustralischen Faunenregion, wo die Art oft häufig vorkommt. Im Westen erstreckt es sich bis zur Arabischen Halbinsel. Er bewohnt die tropischen und subtropischen Wälder, aber auch anthropogene Lebensräume. Inzwischen wurde er bereits in die Dominikanische Republik verschleppt. Außerdem wurde er 2012 erstmals in Europa gesichtet, wobei noch unklar ist, ob dies eine Einzelsichtung bleiben wird.

## Lebensweise
Die Falter von Papilio demoleus legen ihre Eier vor und nach dem Monsun.  Die Eier werden einzeln auf den Blättern abgelegt. Die Raupen ernähren sich hauptsächlich von Zitruspflanzen (Citrus), was oft zu schädlichem Auftreten führt.

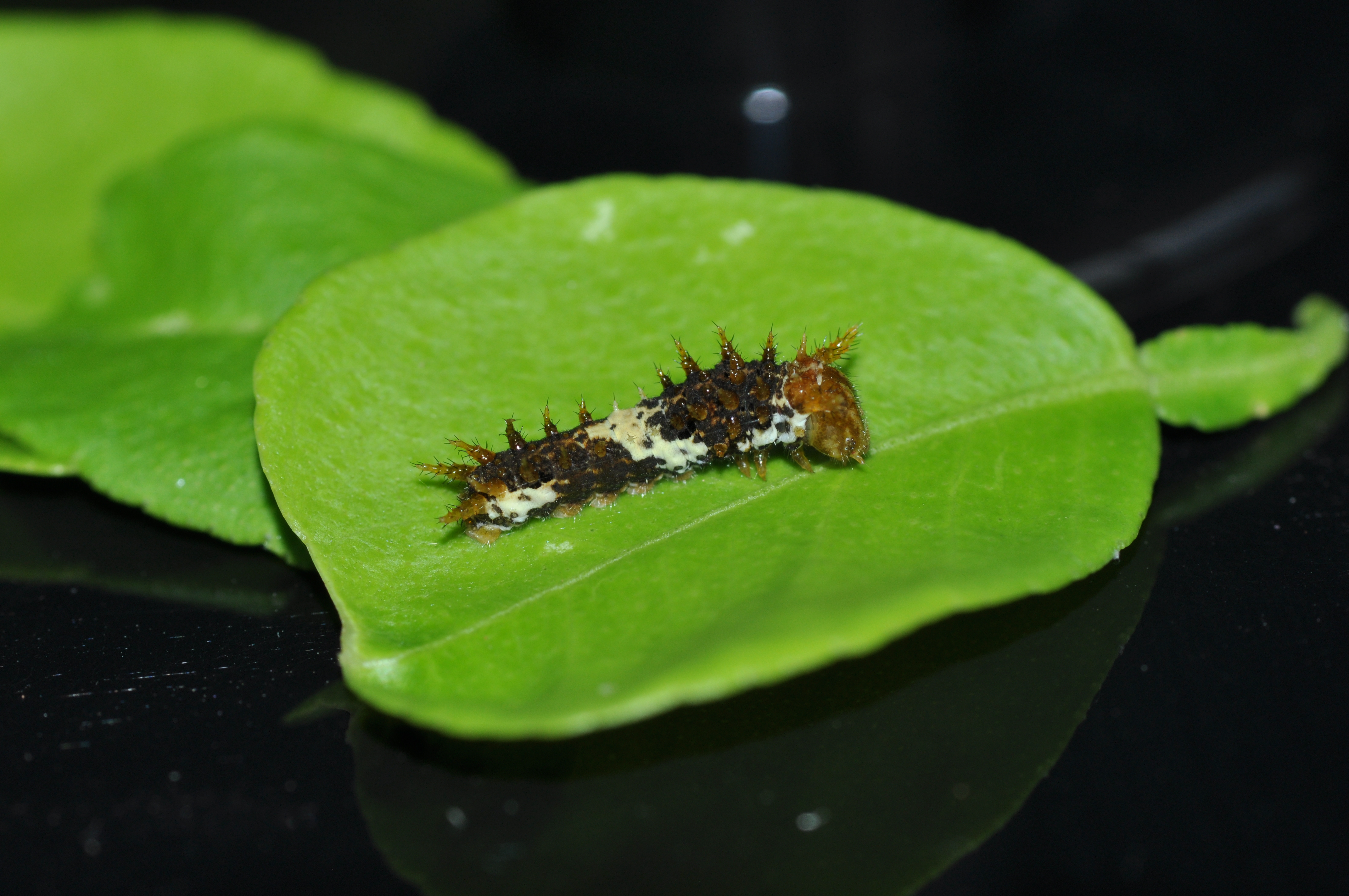
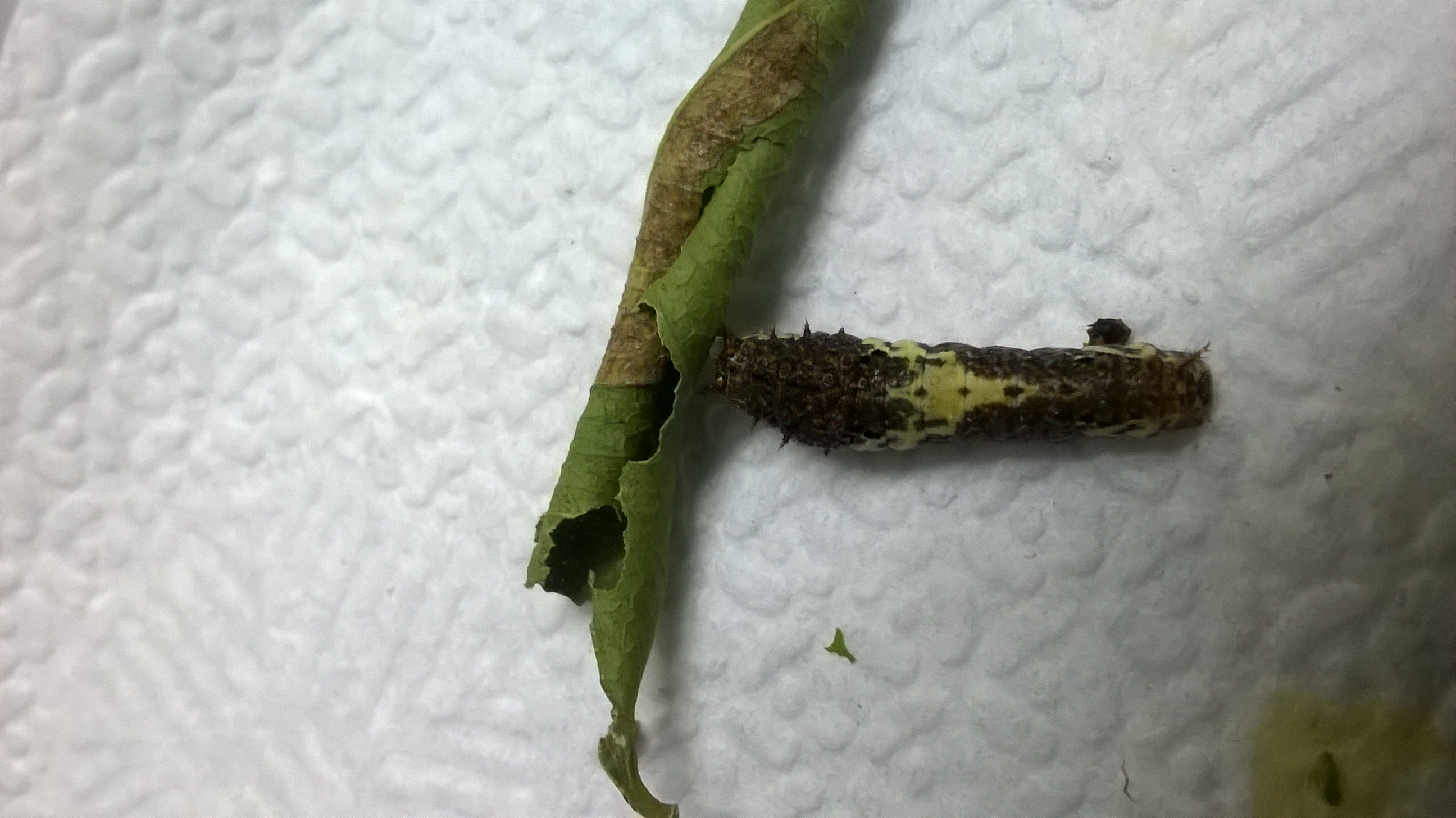
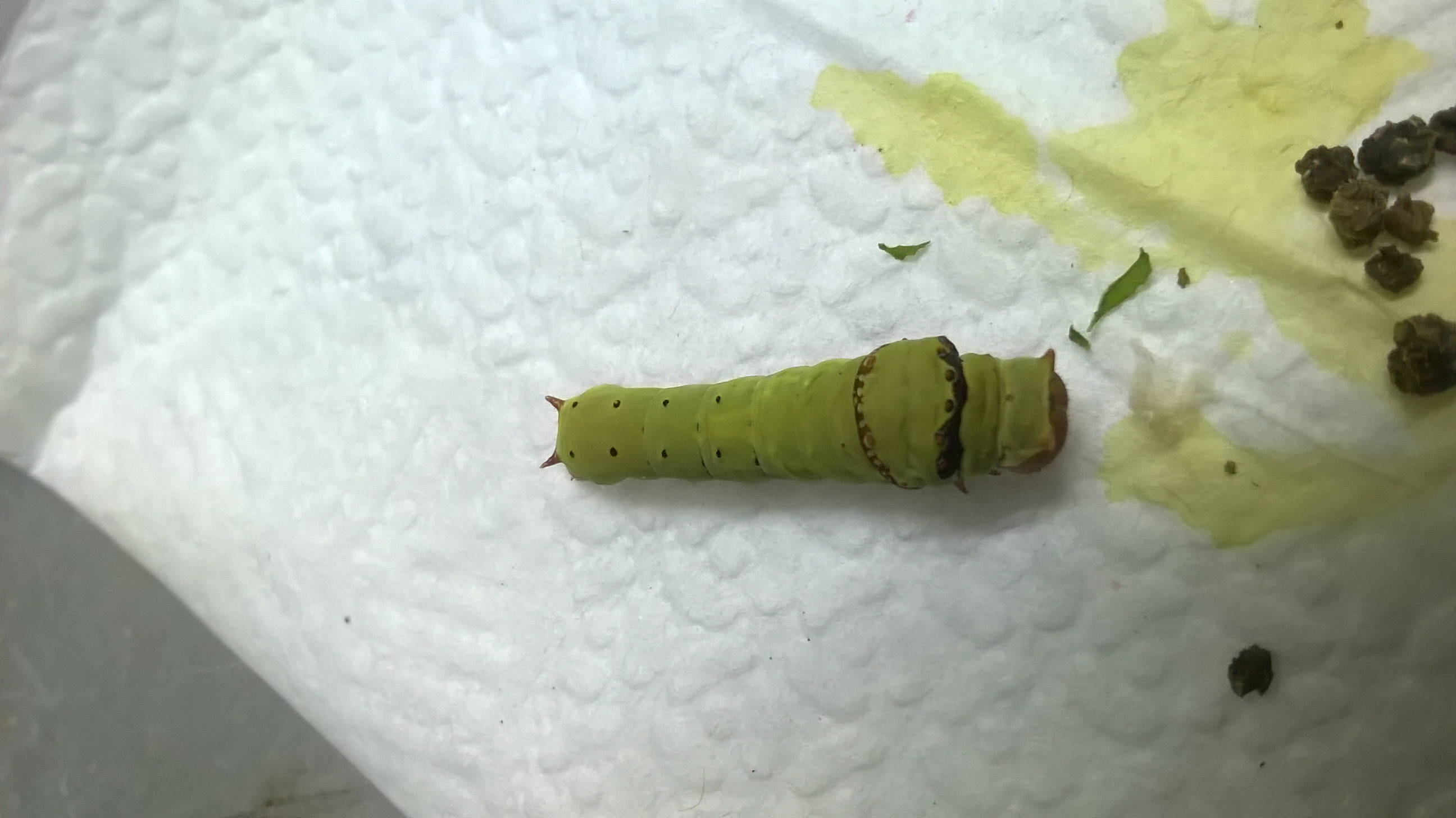
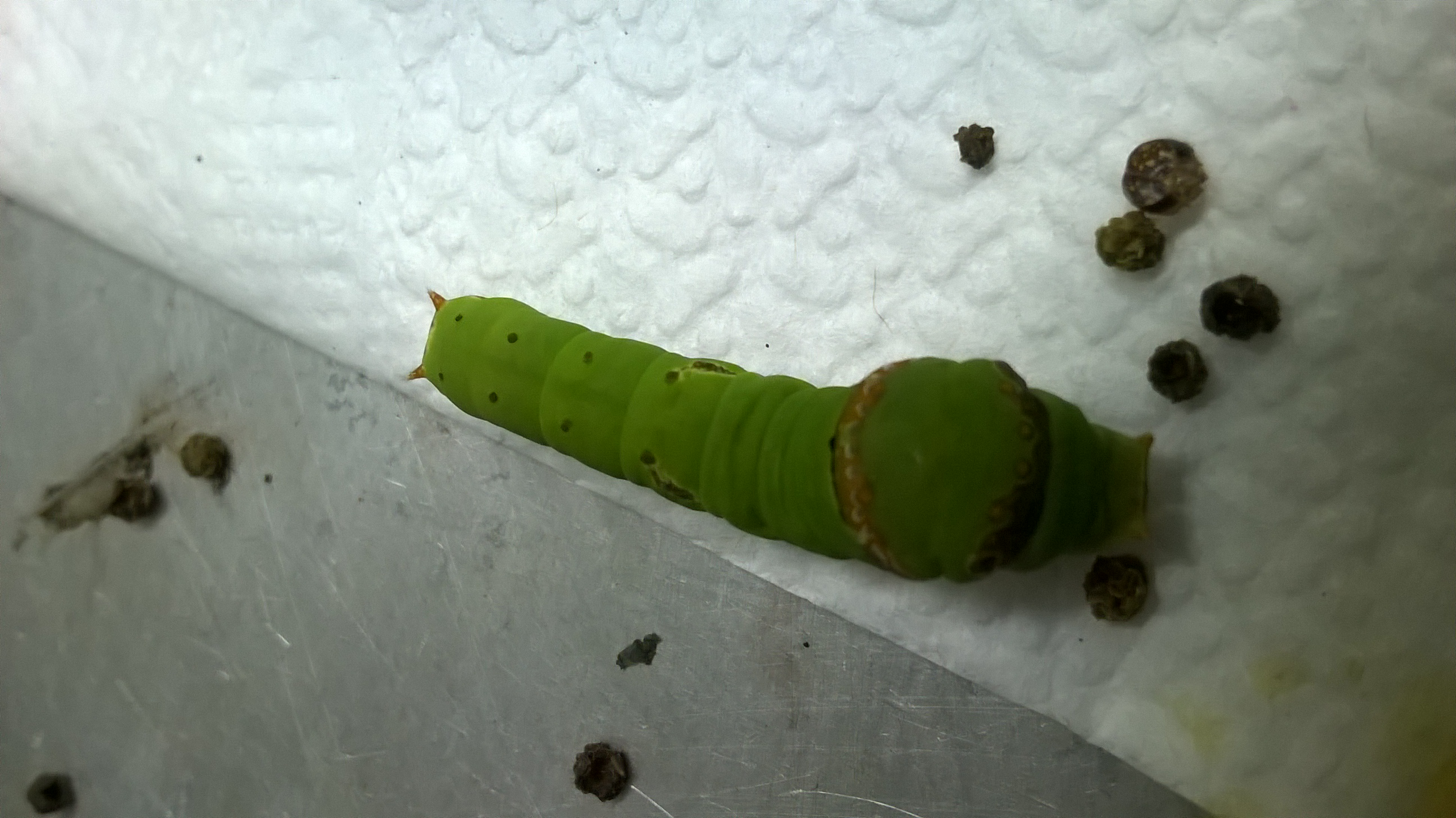
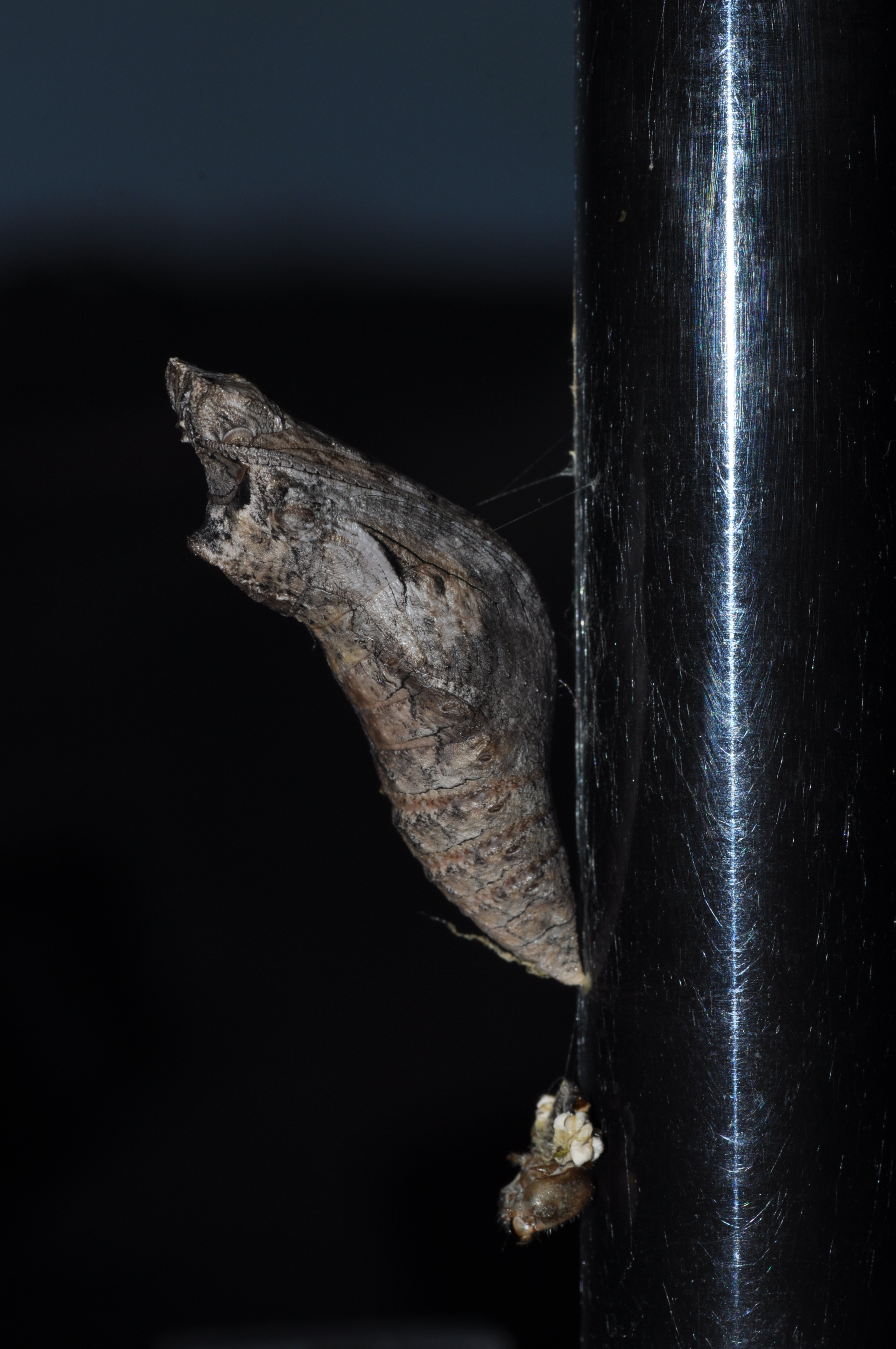